# Schrattenthal
Schrattenthal je město v Rakousku ve spolkové zemi Dolní Rakousy v okrese Hollabrunn. Žije zde 868 obyvatel.

## Geografie

### Geografická poloha
Schrattenthal se nachází ve spolkové zemi Dolní Rakousy v regionu Weinviertel. Leží přibližně 20 km severozápadně od okresního města Hollabrunn. Rozloha území města činí 22,41 km², z nichž 34,3 % je zalesněných.

### Části obce
Území města Schrattenthal se skládá ze tří částí (v závorce uveden počet obyvatel k 1. 1. 2015):
- Obermarkersdorf (377)
- Schrattenthal (263)
- Waitzendorf (220)

### Sousední obce
- na severu: Retz
- na východu: Zellerndorf
- na jihu: Pulkau
- na západu: Weitersfeld

## Politika

### Obecní zastupitelstvo
Obecní zastupitelstvo se skládá z 15 členů. Od komunálních voleb v roce 2015 zastávají následující strany tyto mandáty:
- 9 ÖVP
- 6 SPÖ

### Starosta
Nynějším starostou města Schrattenthal je Stefan Schmid ze strany ÖVP.

## Galerie

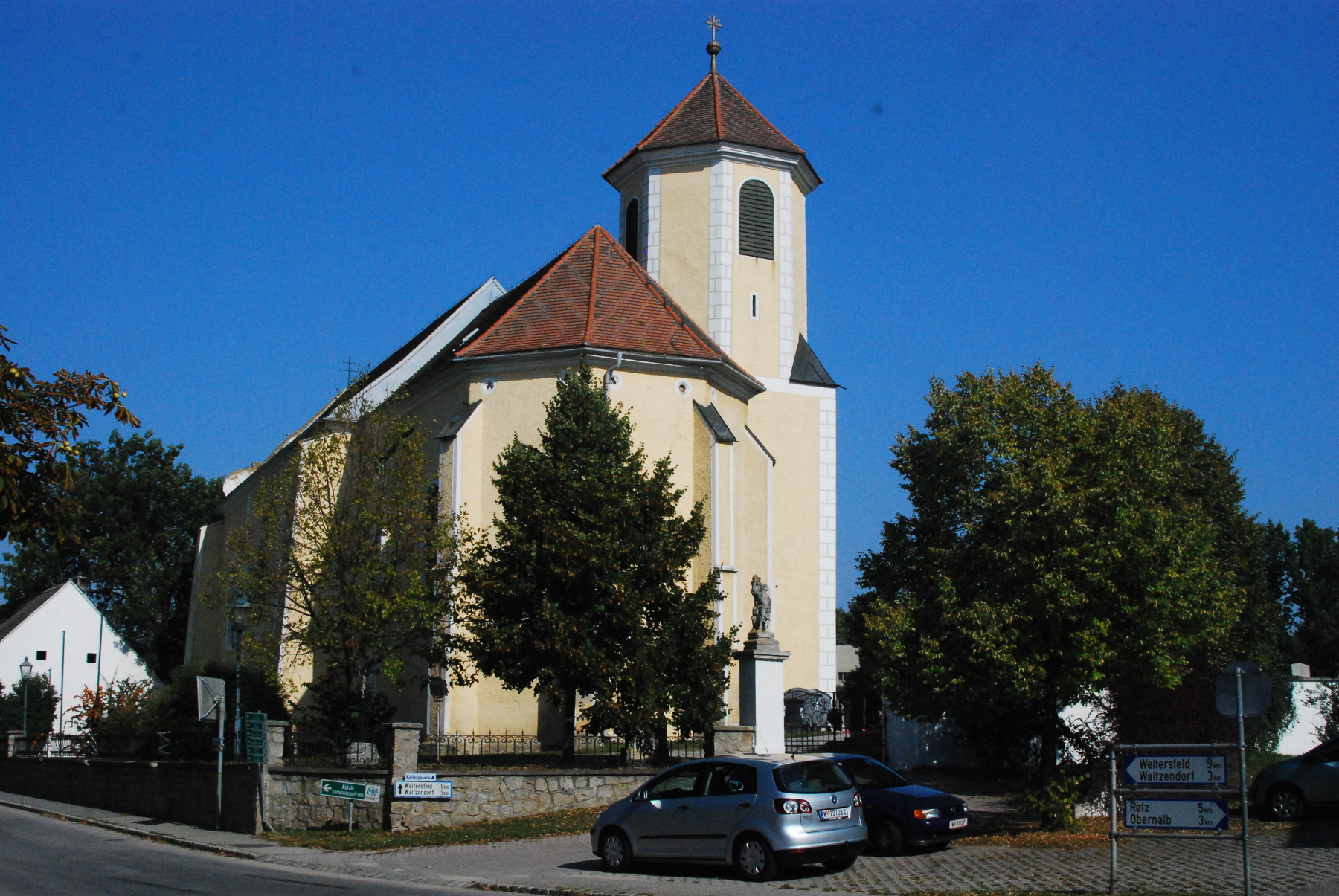
Farní kostel v Obermarkersdorfu
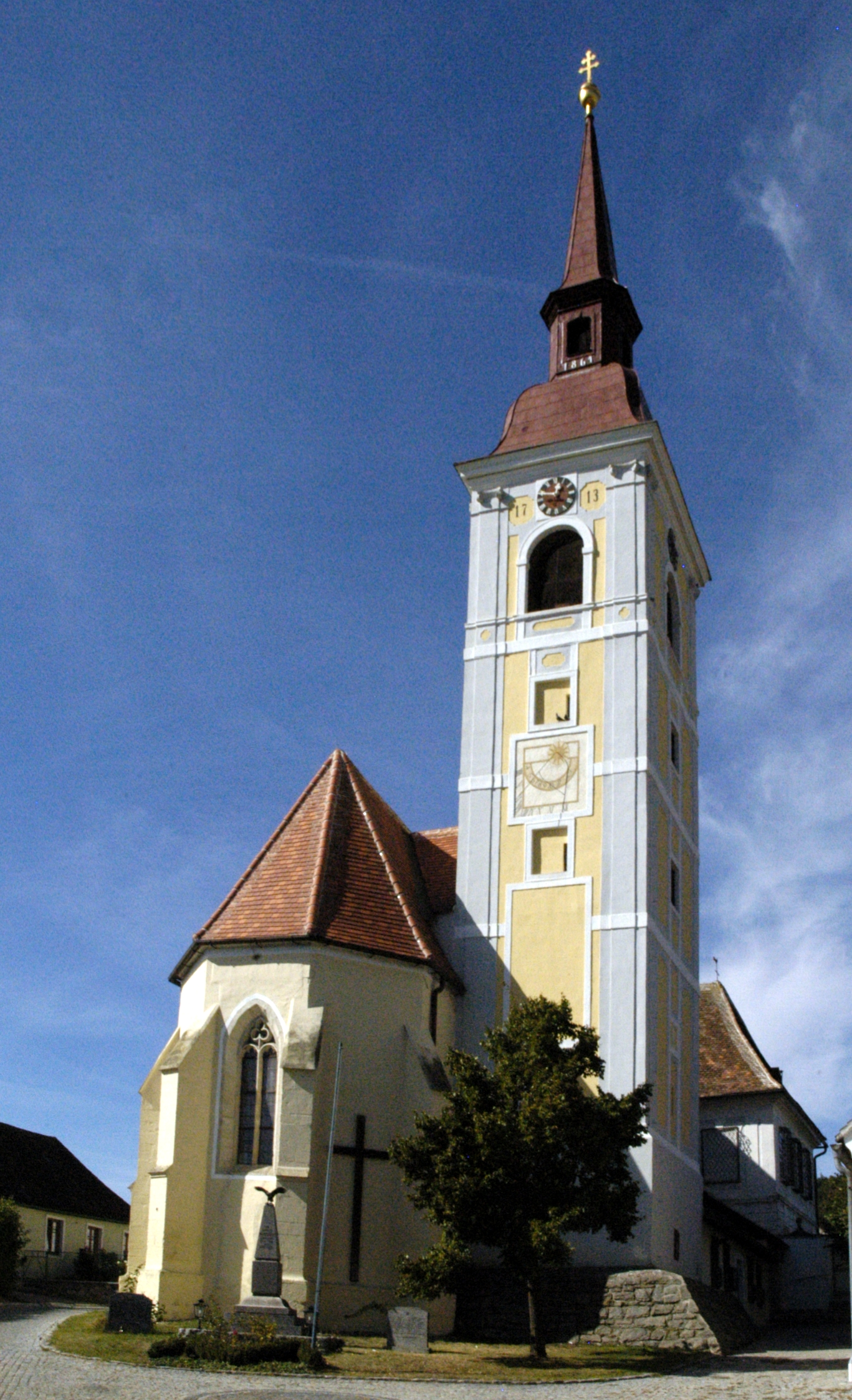
Kostel Svaté Trojice ve Waitzendorfu
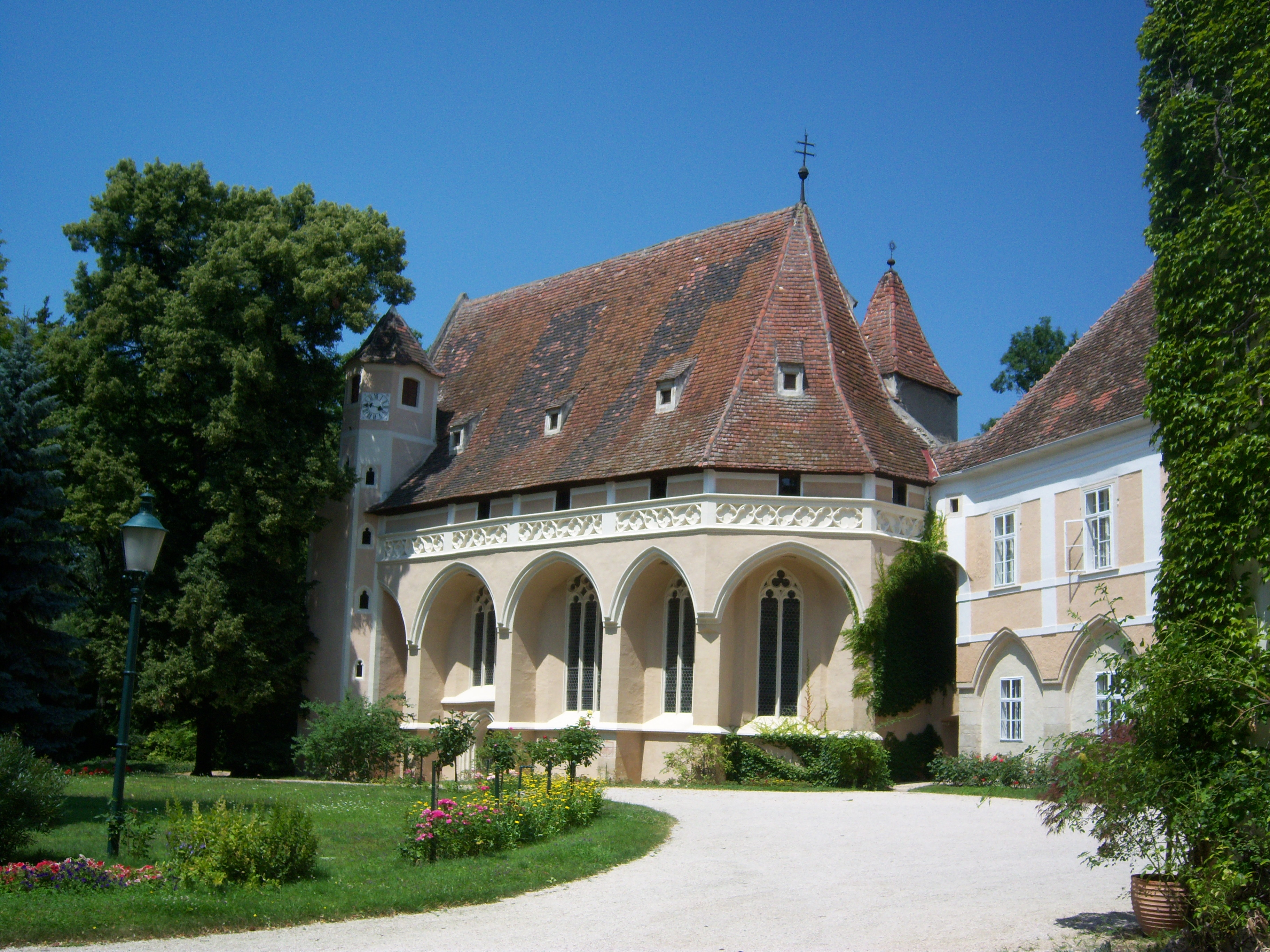
Zámek Schrattenthal
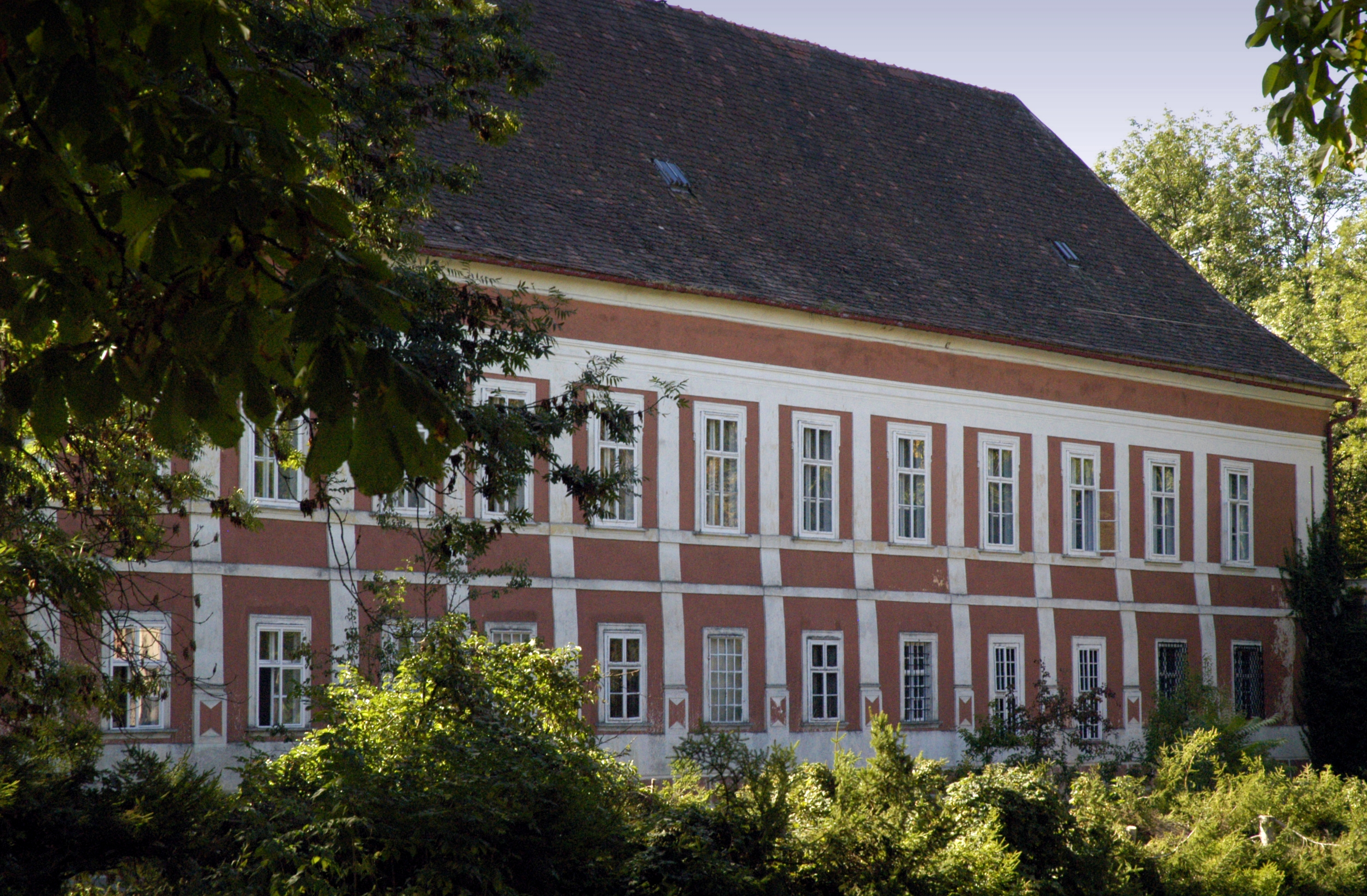
Zámek Schrattenthal
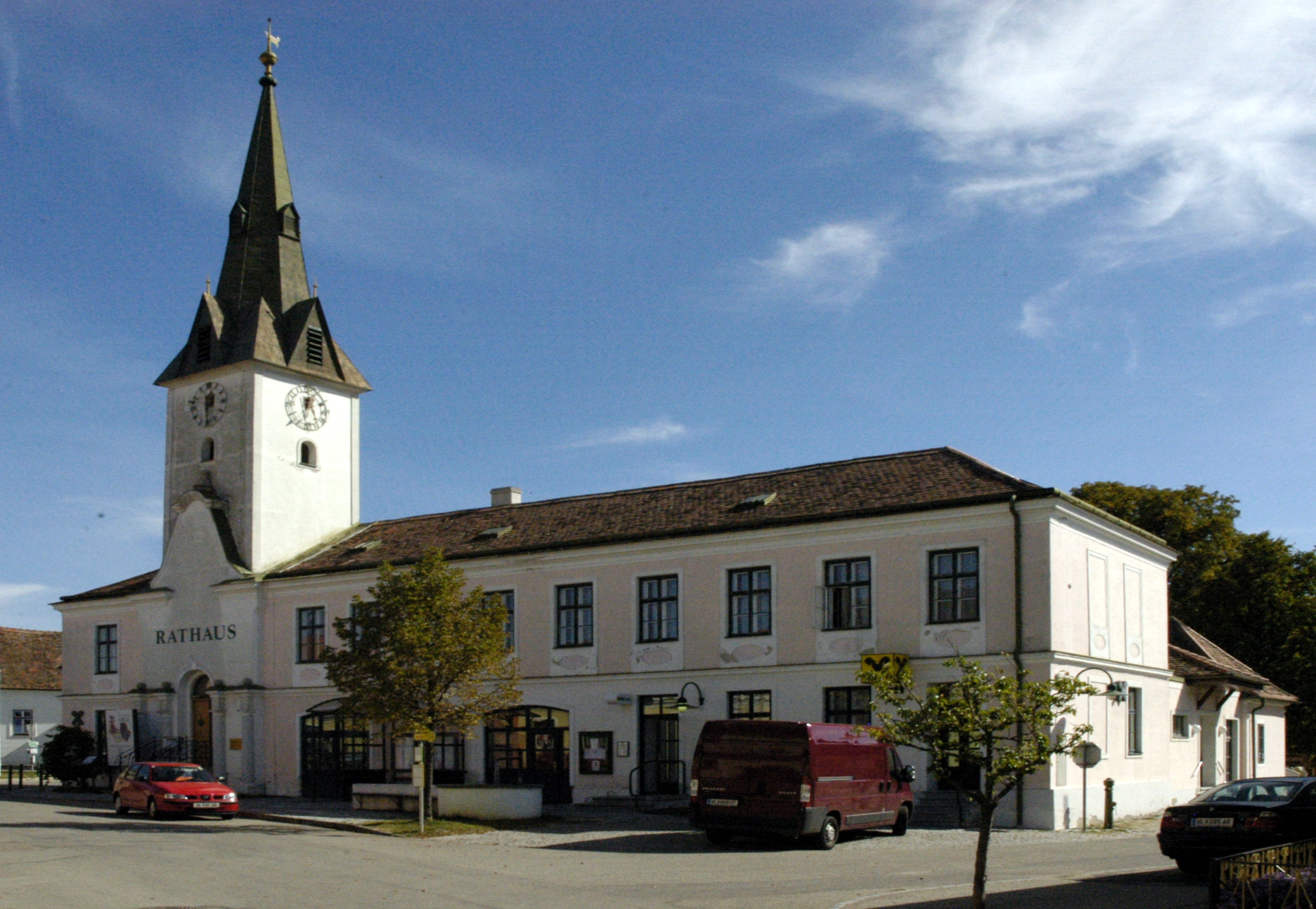
Radnice v Obermarkersdorfu